# Gervais Banshimiyubusa
Gervais Banshimiyubusa (* 9. September 1952 in Gisuru, Burundi) ist ein burundischer Geistlicher und römisch-katholischer Erzbischof von Bujumbura.

## Leben
Gervais Banshimiyubusa empfing am 4. Juli 1981 das Sakrament der Priesterweihe.
Am 10. Mai 2000 ernannte ihn Papst Johannes Paul II. zum Koadjutorbischof von Ngozi. Der Bischof von Ngozi, Stanislas Kaburungu, spendete ihm am 16. September desselben Jahres die Bischofsweihe; Mitkonsekratoren waren der Bischof von Bujumbura, Evariste Ngoyagoye, und der Bischof von Ruyigi, Joseph Nduhirubusa. Am 14. Dezember 2002 wurde Gervais Banshimiyubusa in Nachfolge von Stanislas Kaburungu, der aus Krankheitsgründen zurücktrat, Bischof von Ngozi.
Papst Franziskus ernannte ihn am 24. März 2018 zum Erzbischof von Bujumbura. Von 24. März 2018 bis 25. Januar 2020 war Gervais Banshimiyubusa zudem Apostolischer Administrator des Bistums Ngozi.